# 페트르 파벨
페트르 파벨(체코어: Petr Pavel, 체코어 발음: [ˈpɛtr̩ ˈpavɛl], 1961년 11월 1일~)은 체코의 군인 출신 정치인으로 제4대 대통령을 맡고 있다. 대통령에 당선되기 이전에는 체코군 참모총장(2012~2015), NATO 군사위원회 위원장(2015~2018) 등을 역임하였다.

## 생애
플라나의 군인 집안에서 태어났으며, 고등학교 졸업 이후 체코슬로바키아 육군에 입대하였다. 이후 체코군 정보부서에서 근무하였으며, 보스니아 내전 당시 유엔 평화유지군의 일원으로 활동하기도 하였다. 이후 체코군 정보부서 및 외교부서에서 근무하였으며, 벨기에와 네덜란드의 체코대사관 소속 국방무관으로도 활동하였다. 북대서양 조약기구 군사위원회 위원장을 지냈으며, 위원장 시절 한국을 방문하기도 하였다. 이후 체코 대통령선거에 출마하여 안드레이 바비시 후보와 1차 투표에서 경합을 벌였으며, 2차 투표에서 당선되었다. 페트르 파벨 대통령은 친 유럽연합 및 북대서양 조약기구 인물로 알려져 있으며, 우크라이나 전쟁에서 서방의 결속과 우크라이나에 대한 지원의 필요성을 주장하였다.

## 역대 선거 결과
| 선거명      | 직책명        | 대수 | 정당   | 1차 득표율 | 1차 득표수  | 2차 득표율 | 2차 득표수  | 결과 | 당락 |
| ----------- | ------------- | ---- | ------ | ---------- | ----------- | ---------- | ----------- | ---- | ---- |
| 2023년 선거 | 체코의 대통령 | 4대  | 무소속 | 35.40%     | 1,975,056표 | 58.32%     | 3,358,926표 | 1위  |      |